# Cajones, delstaten Mexiko
Cajones är en ort i kommunen Temascaltepec i delstaten Mexiko i Mexiko. Samhället hade 169 invånare vid folkräkningen 2020.